# 卫璠
卫璠，直隶沧州（河北沧州）人，清朝政治人物。进士出身。
卫璠曾于1697年接替曹鼎任华亭县知县一职，1698年由李应蛟接任。